# 十通
|      | 十通           |                  |      |        |
| 序号 | 書名           | 作者             | 巻数 | 完成   |
| 1    | 通典           | 唐・杜佑         | 200  | 801年  |
| 2    | 通志           | 南宋・鄭樵       | 200  | 1161年 |
| 3    | 文献通考       | 元・馬端臨       | 348  | 1317年 |
| 4    | 続通典         | 清・嵆璜、劉墉等 | 150  | 1783年 |
| 5    | 続通志         | 清・嵆璜、劉墉等 | 640  | 1785年 |
| 6    | 続文献通考     | 清・張廷玉       | 250  | 1784年 |
| 7    | 清朝通典       | 清・嵆璜、劉墉等 | 100  | 1787年 |
| 8    | 清朝通志       | 清・嵆璜、劉墉等 | 126  | 1787年 |
| 9    | 清朝文献通考   | 清・張廷玉       | 300  | 1787年 |
| 10   | 清朝続文献通考 | 近代・劉錦藻     | 400  | 1912年 |

十通（じっつう）は、唐の通典、南宋の通志、元の文献通考、清の続通典、続通志、続文献通考、清朝通典、清朝通志、清朝文献通考、清朝続文献通考の十部の政書の総称である。そのうち馬端臨の書いた文献通考が最も評価が高い。
このうち、『通典』、『通志』、『文献』の3つは「三通」と呼ばれる。また『続通典』、『続通志』、『続文献通考』は「続三通」と呼ばれる。また、『清朝通典』、『清朝通志』、『清朝文献』は「清三通」と呼ばれる。「三通」、「続三通」、「清三通」を合わせて「九通」とも言う。さらに『清朝続文献通考』を加えて「十通」という。「清三通」に『清朝続文献通考』を加えて「清四通」とも言う。
十通は中国の歴代の法令制度の沿革発展を非常によく記録している。また、「典志」としての内容にも詳しく、各王朝の経済、政治、社会制度について述べられている。そのため、『唐会要』、『宋会要』とも比較しうる文献である。
「続三通」、「清三通」の一連の著作は、内容自体はすぐれたものである。しかしながら、いずれも乾隆時代の著作であり、内容に重複が多い。特に礼・楽・職官・選挙・刑法についての重複が著しい。これは、各書籍の作者が功績を争った上に、編集上の方針が明確でなかったことによるものと考えられる。

## 歴史
北宋の真宗の咸平3年（1000年）に、宋白撰成の『続通典』200巻が完成する。この本と、明の王圻撰成の『続文献通考』はすでに失われている。清の乾隆12年（1747年）、武英殿で『三通』が出版された。また新たに「続文献通考館」が設けられ、張廷玉らが総裁に任命され、斉召南らが編集にあたり、『続文献通考』250巻が作られた。乾隆32年（1767年）、「続文献通考館」は「三通館」に改められ、『続通典』150巻、『続通誌』640巻が作られた。